# Pseuderanthemum
Псевдерантемум (Pseuderanthemum) — рід квіткових рослин родини Акантові.
Рід складається приблизно з 60 видів, поширених в тропічних регіонах усього світу. Деякі види — популярні декоративні рослини.

Серед представників роду є багаторічні трави, напівчагарники і чагарники. Висота рослин — від 0,3 до 1,5 м. Суцвіття колосоподібне. Квітки білі, трубчасті, нерідко з червоною плямою в центрі і з цятками різних відтінків рожевого або червоного кольору на пелюстках.
Один з найвідоміших видів в культурі — Pseuderanthemum carruthersii [syn. Pseuderanthemum reticulatum] [syn. Pseuderanthemum atropurpureum]. Цей вид можна вирощувати як кімнатну рослину. Рослина цінується за свої декоративні листя, на темно-пурпуровій поверхні яких є рожеві і зелені плями; листя мають забарвлення від зеленого до майже чорного і відливають металевим блиском.
Рослина любить тепло і вологе повітря, дуже погано переносить різкі коливання температури і пересихання грунту. У культурі рослину розмножують живцями нездерев'янілих пагонів.